# ABHD5
ABHD5 (англ. Abhydrolase domain containing 5) – білок, який кодується однойменним геном, розташованим у людей на короткому плечі 3-ї хромосоми.  Довжина поліпептидного ланцюга білка становить 349 амінокислот, а молекулярна маса — 39 096.
| 10         |  | 20         |  | 30         |  | 40         |  | 50         |
| ---------- |  | ---------- |  | ---------- |  | ---------- |  | ---------- |
| MAAEEEEVDS |  | ADTGERSGWL |  | TGWLPTWCPT |  | SISHLKEAEE |  | KMLKCVPCTY |
| KKEPVRISNG |  | NKIWTLKFSH |  | NISNKTPLVL |  | LHGFGGGLGL |  | WALNFGDLCT |
| NRPVYAFDLL |  | GFGRSSRPRF |  | DSDAEEVENQ |  | FVESIEEWRC |  | ALGLDKMILL |
| GHNLGGFLAA |  | AYSLKYPSRV |  | NHLILVEPWG |  | FPERPDLADQ |  | DRPIPVWIRA |
| LGAALTPFNP |  | LAGLRIAGPF |  | GLSLVQRLRP |  | DFKRKYSSMF |  | EDDTVTEYIY |
| HCNVQTPSGE |  | TAFKNMTIPY |  | GWAKRPMLQR |  | IGKMHPDIPV |  | SVIFGARSCI |
| DGNSGTSIQS |  | LRPHSYVKTI |  | AILGAGHYVY |  | ADQPEEFNQK |  | VKEICDTVD  |

A: Аланін

C: Цистеїн

D: Аспарагінова кислота

E: Глутамінова кислота

F: Фенілаланін

G: Гліцин

H: Гістидин

I: Ізолейцин

K: Лізин

L: Лейцин

M: Метіонін

N: Аспарагін

P: Пролін

Q: Глутамін

R: Аргінін

S: Серин

T: Треонін

V: Валін

W: Триптофан

Кодований геном білок за функціями належить до трансфераз, ацилтрансфераз, фосфопротеїнів. 
Задіяний у таких біологічних процесах як метаболізм жирних кислот, метаболізм ліпідів, біосинтез ліпідів, диференціація, ацетиляція. 
Локалізований у цитоплазмі, ліпідних краплях.